# Saison 1925-1926 des Canadiens de Montréal
Autres saisons
Saison précédente Saison suivante
La saison 1925-1926 de hockey sur glace est la dix-septième saison que jouent les Canadiens de Montréal. Ils évoluent alors dans la Ligue nationale de hockey et finissent à la 7e place au classement.

## Saison régulière

### Classement
|                         | PJ | V  | D  | N | BP | BC  | Pun | Pts |
| ----------------------- | -- | -- | -- | - | -- | --- | --- | --- |
| Sénateurs d'Ottawa      | 36 | 24 | 8  | 4 | 77 | 42  | 341 | 52  |
| Maroons de Montréal     | 36 | 20 | 11 | 5 | 91 | 73  | 544 | 45  |
| Pirates de Pittsburgh   | 36 | 19 | 16 | 1 | 82 | 70  | 264 | 39  |
| Bruins de Boston        | 36 | 17 | 15 | 4 | 92 | 85  | 279 | 38  |
| Americans de New York   | 36 | 12 | 20 | 4 | 68 | 89  | 361 | 28  |
| St. Patricks de Toronto | 36 | 12 | 21 | 3 | 92 | 114 | 325 | 27  |
| Canadiens de Montréal   | 36 | 11 | 24 | 1 | 79 | 108 | 458 | 23  |

## Match après match

### Novembre
| No | Date        | Visiteur              | Score | Domicile      | Fiche |
| -- | ----------- | --------------------- | ----- | ------------- | ----- |
| 1  | 28 novembre | Pirates de Pittsburgh | 1-0   | Les Canadiens | 0-1-0 |

### Décembre
| No | Date         | Visiteur              | Score | Domicile                | Fiche |
| -- | ------------ | --------------------- | ----- | ----------------------- | ----- |
| 2  | 1er décembre | Les Canadiens         | 3-2   | Bruins de Boston        | 1-1-0 |
| 3  | 3 décembre   | Maroons de Montréal   | 3-2   | Les Canadiens           | 1-2-0 |
| 4  | 8 décembre   | Americans de New York | 6-2   | Les Canadiens           | 1-3-0 |
| 5  | 12 décembre  | Les Canadiens         | 0-4   | St. Patricks de Toronto | 1-4-0 |
| 6  | 15 décembre  | Les Canadiens         | 3-1   | Americans de New York   | 2-4-0 |
| 7  | 17 décembre  | Les Canadiens         | 0-3   | Sénateurs d'Ottawa      | 2-5-0 |
| 8  | 19 décembre  | Bruins de Boston      | 5-6   | Les Canadiens           | 3-5-0 |
| 9  | 26 décembre  | Sénateurs d'Ottawa    | 3-0   | Les Canadiens           | 3-6-0 |
| 10 | 30 décembre  | Les Canadiens         | 7-4   | Maroons de Montréal     | 4-6-0 |

### Janvier
| No | Date        | Visiteur                | Score | Domicile                | Fiche  |
| -- | ----------- | ----------------------- | ----- | ----------------------- | ------ |
| 11 | 1er janvier | Les Canadiens           | 2-1   | Pirates de Pittsburgh   | 5-6-0  |
| 12 | 5 janvier   | St. Patricks de Toronto | 4-5   | Les Canadiens           | 6-6-0  |
| 13 | 9 janvier   | Americans de New York   | 2-1   | Les Canadiens           | 6-7-0  |
| 14 | 12 janvier  | Les Canadiens           | 4-2   | Bruins de Boston        | 7-7-0  |
| 15 | 13 janvier  | Les Canadiens           | 2-1   | Americans de New York   | 8-7-0  |
| 16 | 16 janvier  | Les Canadiens           | 0-1   | Maroons de Montréal     | 8-8-0  |
| 17 | 19 janvier  | Sénateurs d'Ottawa      | 2-1   | Les Canadiens           | 8-9-0  |
| 18 | 23 janvier  | Les Canadiens           | 2-6   | St. Patricks de Toronto | 8-10-0 |
| 19 | 26 janvier  | St. Patricks de Toronto | 3-6   | Les Canadiens           | 9-10-0 |
| 20 | 28 janvier  | Les Canadiens           | 2-4   | Sénateurs d'Ottawa      | 9-11-0 |

#### Février
| No | Date       | Visiteur              | Score | Domicile              | Fiche   |
| -- | ---------- | --------------------- | ----- | --------------------- | ------- |
| 21 | 2 février  | Maroons de Montréal   | 2-0   | Les Canadiens         | 9-12-0  |
| 22 | 6 février  | Bruins de Boston      | 3-3   | Les Canadiens         | 9-12-1  |
| 23 | 9 février  | Pirates de Pittsburgh | 2-4   | Les Canadiens         | 10-12-1 |
| 24 | 13 février | Les Canadiens         | 0-3   | Pirates de Pittsburgh | 10-13-1 |
| 25 | 16 février | Sénateurs d'Ottawa    | 1-0   | Les Canadiens         | 10-14-1 |
| 26 | 18 février | Les Canadiens         | 2-4   | Sénateurs d'Ottawa    | 10-15-1 |
| 27 | 20 février | Bruins de Boston      | 3-1   | Les Canadiens         | 10-16-1 |
| 28 | 23 février | Les Canadiens         | 2-3   | Pirates de Pittsburgh | 10-17-1 |
| 29 | 24 février | Les Canadiens         | 1-6   | Americans de New York | 10-18-1 |
| 30 | 27 février | Americans de New York | 1-0   | Les Canadiens         | 10-19-1 |

### Mars
| No | Date    | Visiteur                | Score | Domicile                | Fiche   |
| -- | ------- | ----------------------- | ----- | ----------------------- | ------- |
| 31 | 2 mars  | Les Canadiens           | 1-4   | Bruins de Boston        | 10-20-1 |
| 32 | 6 mars  | Maroons de Montréal     | 4-3   | Les Canadiens           | 10-21-1 |
| 33 | 9 mars  | Pirates de Pittsburgh   | 4-3   | Les Canadiens           | 10-22-1 |
| 34 | 11 mars | Les Canadiens           | 3-5   | St. Patricks de Toronto | 10-23-1 |
| 35 | 13 mars | Les Canadiens           | 2-4   | Maroons de Montréal     | 10-24-1 |
| 36 | 16 mars | St. Patricks de Toronto | 1-6   | Les Canadiens           | 11-24-1 |

## Effectif
- Directeur Général : Léo Dandurand
- Entraîneur : Léo Dandurand
- Gardien de but : Georges Vézina, Herb Rhéaume, Alphonse Lacroix, Bill Taugher
- Centres : Robert Boucher, Howie Morenz, Pit Lépine, Hector Lépine, Bill Holmes
- Ailier : Billy Boucher, Aurèle Joliat, Wildor Larochelle
- Défenseur : Billy Coutu, Sylvio Mantha, Dave Ritchie, Albert Leduc, John McKinnon, Joe Matte, Roland Paulhus